# Mary McAleese
Pour les articles homonymes, voir McAleese.
Mary Patricia McAleese (en irlandais : Máire Pádraigín Mhic Giolla Íosa), née Mary Leneghan (en irlandais : Máire Ní Lionnacháin) le 27 juin 1951 à Belfast (Irlande du Nord), est une juriste, universitaire et personnalité politique d'Irlande. Elle est présidente d'Irlande du 11 novembre 1997 au 11 novembre 2011.

## Biographie

### Jeunesse
Après avoir passé son adolescence à Dublin, elle revient à Belfast pour étudier le droit à l'université Queen's, et est reçue au barreau. Elle est nommée professeure de droit, de criminologie et de pénologie en 1975, au Trinity College de Dublin en 1975 et fit du journalisme radio,.

### Du monde des affaires à la politique
Elle dirigea aussi dès 1979, entre autres, une chaîne de télévision et la compagnie d’électricité d'Irlande du Nord, tout en s’engageant en faveur des handicapés. Elle revient en 1987 à Trinity College, comme professeure et dirige l'Institut professionnel d'études légales. En 1994, elle est nommée vice-chancelière adjointe de l'université Queen's de Belfast.

### Présidence
Catholique très active, elle prône la réunification de l’Irlande. Candidate du parti Fianna Fáil, elle est élue en 1997 à la présidence de l’État, où elle remplace Mary Robinson en tant que huitième présidente. Elle est le premier chef d'État né en Irlande du Nord. Le 1er octobre 2004 à midi précise, elle est déclarée réélue pour un deuxième et dernier mandat de sept ans, étant candidate de droit et aucun candidat ne s'étant présenté contre elle.
En 2006, elle est classée comme la 55e femme la plus puissante au monde par le magazine Forbes. En 2007, elle est classée 58e[réf. souhaitée].